# Tadas Ivanauskas
Tadas Ivanáuskas, litovski zoolog, ekolog, naravovarstvenik in akademik, * 16. december 1882, Lebiodka, Rusko cesarstvo (zdaj Belorusija), † 1. junij 1970, Kaunas, Litva.
Velja za največjega litovskega biologa, ki je postavil temelje številnih ustanov na tem področju, pa tudi litovskega visokega šolstva.

## Življenjepis
Izhajal je iz rodu plemičev Velike litovske kneževine. Rodil se je v družini posestnika in ljubiteljskega prirodoslovca, od katerega je prevzel ljubezen do narave. Nekaj časa so ga šolali doma, nato je obiskoval gimnazijo v Sankt Peterburgu in po končanem srednjem šolanju leta 1903 vpisal študij naravoslovja na tamkajšnji univerzi. Prekiniti ga je moral leta 1905 zaradi nemirov, zaradi katerih ga je oče poslal študirat na pariško Sorbono. Znanje je poglabljal na terenskih odpravah in obiskal tudi Anglijo, kjer je dobil navdih za ustanovitev prirodoslovnega muzeja v Litvi. Diplomiral je leta 1909, nakar se je moral vrniti v Sankt Peterburg in opraviti diplomske izpite še tam, saj cesarstvo ni priznavalo francoskih diplom.
Po končanem študiju je ustanovil laboratorij za izdelavo preparatov za poučevanje prirodopisa in se zaposlil na ministrstvu za kmetijstvo, udeležil pa se je tudi dveh odprav na sever. Zaradi oktobrske revolucije se je vrnil v zdaj neodvisno Litvo. Z ženo Honorato, s katero se je poročil pred tem, je v vasi Musteikos odprl zasebno šolo in se posvetil poučevanju, a je načrtovano domačijo, kjer bi živel v stiku z naravo, moral zapustiti zaradi poljske okupacije. Preselil se je v Kaunas, kjer je živel do konca življenja. Tam je kot svetovalec ministrstva za kmetijstvo najprej vzpostavil raziskovalno postajo, nato pa še osnovo za zoološki muzej, ki mu je daroval svoje in očetove zbirke. Organizacijsko vlogo je imel tudi pri ustanavljanju farme krzna in ene prvih evropskih ornitoloških postaj v Evropi, na rtu Ventė v delti Nemna. Do takrat je njegov ugled že tako narasel, da je imel priložnost sodelovati pri vzpostavljanju visokega šolstva v Kaunasu (zdaj Univerza Vitolda Velikega) in prevzel vodenje oddelka za naravoslovje. Na Fakulteti za matematiko in naravoslovje je kot profesor deloval do leta 1940.
Raziskovalno se je posvečal predvsem ornitologiji in s programom obročkanja preučeval selitve ptic, objavljal pa je tudi na področju ihtiologije ter drugih. Njegov ključ za določanje ptic Litve (1931) je bila sploh prva litovska knjiga, posvečena ožji živalski skupini, za kasnejšo pregledno monografijo Ptice Litve v treh knjigah pa je prejel državno nagrado za znanost. Po zaprtju univerze v Kaunasu med drugo svetovno vojno je poučeval na Univerzi v Vilni, že pred vojno pa je bil izvoljen tudi za člana Litovske akademije znanosti, v sklopu katere je sodeloval pri ustanavljanju inštituta za biologijo in do leta 1950 deloval kot njegov direktor. Aktiven je ostal do visoke starosti.

## Poimenovanja in zapuščina
Še zdaj velja za največjega litovskega biologa. Leta 1970 so po njem preimenovali zoološki muzej v Kaunasu, ki ga je ustanovil. Njegovo ime nosijo tudi spominska nagrada Tadasa Ivanauskasa, ki jo podeljuje akademija za dosežke v biologiji in okoljevarstvu, in nagrada Tadasa Ivanauskasa, ki jo podeljuje Litovsko ornitološko društvo.
Zbirko njegovih zapiskov hrani Litovska akademija znanosti. V njegovi domačiji v predelu Obelynė je urejena spominska zbirka, na grobu na bližnjem pokopališču pa je postavljen spomenik. O njegovem življenju in delu je bil posnet tudi dokumentarni film.